# PSR B1620-26

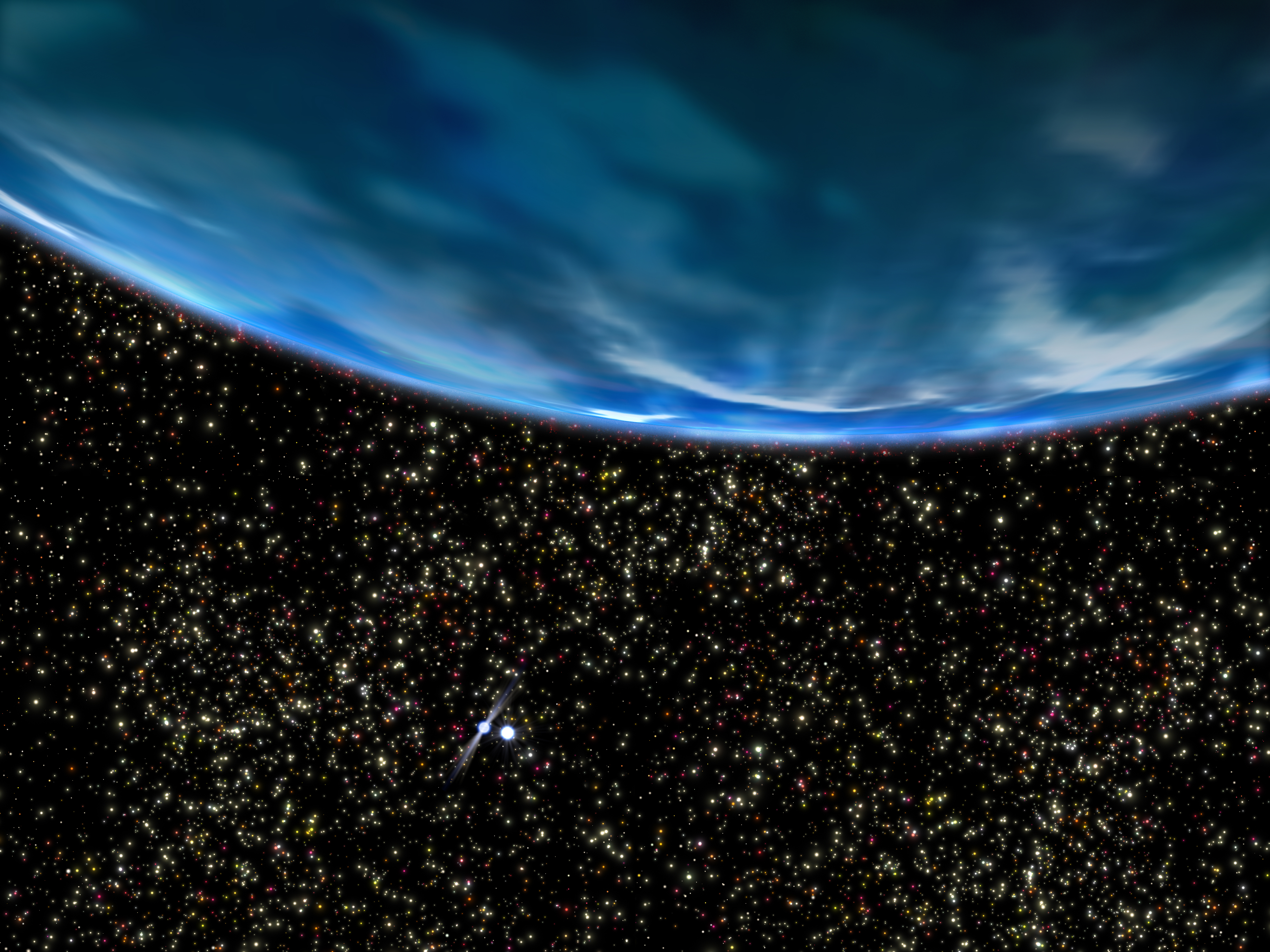
Recreación artística de PSR B1620-26c.

El PSR B1620-26 es un sistema binario de estrellas, ubicado a casi 4500 al del cúmulo globular M4 en la constelación Scorpius, compuesto por un púlsar y una estrella enana blanca, además de un tercer objeto, el que corresponde al planeta extrasolar PSR B1620-26 b (Matusalén), con una masa estimada entre dos y diez veces la masa del planeta Júpiter.
El sistema triple está fuera del corazón del racimo globular. La edad del racimo, como se ha estimado, es aproximadamente 12.7 mil millones de años. De ahí esto es la estimación de edad para el nacimiento del planeta, y dos estrellas.

## Sistema Planetario
PSR B16220-26c al principio fue descubierto por los cambios de Doppler, su órbita induce sobre señales de la estrella (en este caso, cambios en el período de pulsación evidente del púlsar).
A principios de los años 1990, un grupo de astrónomos conducidos por Donald Backer, estudiando lo que ellos pensaron era un pulsar binario, determinó que un tercer objeto era necesario para explicar los cambios de Doppler observados. Los efectos gravitacionales del planeta sobre la órbita del púlsar y la enana blanca fueron medidos en el transcurso de varios años, dando a una estimación de la masa del tercer objeto que era demasiado pequeño para ser una estrella. La conclusión que el tercer objeto era un planeta fue anunciada por Stephen Thorsett y sus colaboradores en 1993.
- Datos: Q615753
- Multimedia: PSR B1620-26 / Q615753